# 珍寶海鮮舫大火
珍寶海鮮舫大火指在1971年10月30日發生於香港的大火，事件引致34死42傷。

## 事發經過
事發當日，建築中位於香港仔深灣的海上食府珍寶海鮮舫正加緊裝修，準備於1個月後營業，成為世界最大的海上餐廳。因燒焊火花燃着易燃的裝修物料引起火警，並迅速蔓延至整艘船，原有裝修全被焚毀，更造成76人死傷。當時在香港以至亞洲最大型的滅火輪葛量洪號也有協助救火，而珍寶海鮮舫在重建5年後終正式開業。